# 阿尔弗雷德·莫伊休
阿尔弗雷德·斯皮罗·莫伊休（1929年12月1日—），阿尔巴尼亚军人，曾参加阿尔巴尼亚解放战争。2002年至2007年任阿尔巴尼亚总统。

## 经历
- 1981年－1982年在恩维尔·霍查政权中任国防部副部长。
- 1991年－1992年任国防部长。
- 1992年－1994年任国防部长顾问。
- 1994年－1997年任国防部副部长。
- 1994年－2002年任阿尔巴尼亚大西洋协会主席。
- 2002年－2007年任阿尔巴尼亚总统。